# Вальтер Андерсон
Вальтер Артур Александер Андерсон (нім. Walter Arthur Alexander Anderson, біл. Вальтэр Артур Аляксандр Андэрсан; нар. 10 жовтня 1885 Мінськ, Російська імперія — пом. 23 серпня 1962, Кіль, Німеччина) — німецький етнолог та фольклорист.

## Біографія
Андерсон народився в родині балтійських німців в Мінську у сім'ї науковця Миколи Андерсона. 1894 року родина переїхала до Казані, де батько почав працювати професором в місцевому університеті. У Вальтера було два брати — математик Оскар Андерсон та астрофізик Вільгельм Андерсон.
1904 року Вальтер Андерсон поступив до Казанського університету, а з 1909 року продовжив навчання в Петербурзькому університеті, де в 1911 році отримав диплом магістра. 1918 року захистив докторську дисертацію в Казанському університеті. 1920 року емігрував до Естонії, де працював в Тартуському університеті.
З 1920 року був членом Естонського вченого співтовариства, а з 1928 по 1929 рік був його президентом. 1930 року став почесним членом співтовариства. Він також був почесним членом Американського фольклорного співтовариства та Грецького фольклорного співтовариства. 1936 став членом-кореспондентом Прусської академії наук. Крім цього, він був членом-кореспондентом Королівської академії Густавуса Адольфуса, Товариства фінської літератури, Фінно-угорського співтовариства та Варшавського наукового товариства.
1939 року, як більшість німецького населення, був переселений до Німеччини. З 1940 по 1945 рік працював в Кенігсберзькому університеті. Після війни працював як запрошений професор в Кільському університеті. 1950 року був запрошений в США на Раду міжнародної фольк-музики до Блумінгтону, Індіана, після якої залишився ще на кілька місяців як запрошений професор у Блумінгтонському університеті Індіани. 1953 року вийшов на пенсію, проте залишався в статусі емерит-професора Кільського університету до своєї смерті.

## Праці
Андерсон був однією з рушійних сил відносного географічно-історичного методу у фольклористиці. Його найбільш відома монографія — «Імператор та аббат». Він також видав кілька статей з нумізматики. Його внесок в дослідження ісламських монет вважається революційним. З 1920 по 1939 рік зберігав колекцію монет Естонського вченого співтовариства.